# Michael Lapage
Michael Clement Lapage (* 15. November 1923 in Shaftesbury, Dorset; † 20. Juli 2018) war ein britischer Ruderer, Pilot und Missionar. Er nahm an den Olympischen Spielen 1948 teil, wo er mit dem britischen Achter die Silbermedaille gewann.

## Leben
Lapage war der Sohn eines Vikars. Er besuchte die Schule in Monkton Cobe, einem Dorf südlich von Bath. Von 1940 bis 1942 gehörte er dem Ruderteam der Schule an (im Achter). Später erhielt Lapage einen Studienplatz im Fach Geografie am Selwyn College, einem Teil der University of Cambridge. Seinen Wunsch, der Rudermannschaft der Universität (Light Blue Boat) beizutreten, konnte er zunächst nicht verwirklichen, da er sich 1942 im Zuge des Zweiten Weltkriegs freiwillig als Pilot bei der Fleet Air Arm (FAA) meldete.
Nach einer Kriegsausbildung wurde Lapage 1944 dem 807 Naval Air Squadron zugeteilt. Dort flog er eine Seafire, mit der er vom Geleitflugzeugträger Hunter aus an Aufklärungs- und Tiefflug-Missionen der Alliierten in Südfrankreich teilnahm. 1945 wechselte er zum 800 Naval Air Squadron. Dort flog er von Emperor aus mit einer Grumman Hellcat Einsätze in Ostasien.
1946 kehrte Lapage an das Selwyn College zurück. Da er das erste Semester verpasst hatte, konnte er nicht mehr in das Ruderteam der Universität gelangen. Es dauerte zwei Jahre, bis er sich dort etabliert hatte. 1948 gewann er mit dem Cambridge-Achter (an Position sieben) das traditionelle Boat Race gegen die Mannschaft der Universität Oxford.
Die Ruderwettbewerbe der Olympischen Spiele 1948 fanden auf der Themse bei Henley-on-Thames statt. Der britische Achter war erst kurze Zeit vor den Spielen zusammengestellt worden. Neben Michael Lapage gehörten Christopher Barton, Guy Richardson, Ernest Bircher, Paul Massey, Charles Lloyd, David Meyrick, Alfred Mellows und Jack Dearlove zum Team. Nach einem Sieg im Halbfinale gegen die Kanadier traten sie im Finale gegen Norwegen und USA an. Die ersten 500 Meter führte das britische Team, bevor sie vom US-amerikanischen Achter überholt wurden, der schließlich mit einer Zeit von 5:56,7 min gewann. Großbritannien folgte mit 6:06,9 und Norwegen mit 6:10,3 min. Lapage spekulierte später darüber, ob die geringen Fleischrationen, die den britischen Ruderern zugestanden wurden, ihnen den Sieg gekostet hatten. Die US-Amerikaner hätten dagegen regelmäßig importiertes Fleisch bekommen, was für den Muskelaufbau wichtig sei. Insgesamt beurteilte er die Spiele als „very amateur and pleasant“.
Nach den Olympischen Spielen setzte Lapage sein Studium fort. Anschließend arbeitete er als Lehrer am Winchester College. Er trainierte den 1. Achter des dortigen Ruderteams und führte das Team zu Siegen beim Schools’ Head of the River Race und Princess Elizabeth Cup in Henley.
1950 nahm Lapage an den Ruderwettbewerben der British Empire Games in Neuseeland teil, bei denen er mit dem britischen Achter die Bronzemedaille gewann.
Lapage heiratete 1953 die Missionarstochter Margaret Butcher († 1995). Verschiedene Gründe wie seine evangelische Erziehung und ein Erlebnis im Krieg, bei dem er beinahe abgeschossen worden war, bewegten Lapages dazu, selbst Missionar zu werden. Ende der 1950er Jahre ging er nach Kenia, wo zu dieser Zeit der Mau-Mau-Krieg stattfand. Dort arbeitete er als Schulinspektor. 1961 wurde er von Obadiah Kariuki ordiniert, dem ersten anglikanischen Bischof der Diözese Mount Kenya.
1972 kehrte Lapage nach England zurück, wo er als Hilfskaplan an der Bedford School tätig war. Danach hielt er sich drei Jahre für die Intercontinental Church Society im französischen Lyon auf. Anschließend wurde er Vikar im Parish Walford und Bishopswood in der Grafschaft Herefordshire. Ab 1988 verbrachte er seinen Ruhestand in Tavistock.
2012 stand Lapage wieder als Sportler in der Öffentlichkeit. Bei den Olympischen Spielen 2012 (London) trug er die olympische Fackel nach St Austell. Im gleichen Jahr ruderte er mit 17 anderen ehemaligen Olympiateilnehmern die Prunkbarkasse Gloriana während der Henley Royal Regatta.
2018 verstarb Lapage im Alter von 94 Jahren. Er hinterließ zwei Töchter und einen Sohn.